# 西本愿寺 (青岛)
西本愿寺为中国青岛市内一座曾经存在的日本佛教净土真宗本愿寺派寺院，其原址位于今山东省青岛市市北区无棣四路21号，建于1933-1934年，为日本投降前青岛最大的日本佛寺。1945年后由湛山寺接管用于办学，1952年改为青岛无棣四路小学。现已不存。

## 历史
净土真宗本愿寺派为青岛最早开始活动的日本佛教流派，其活动始于1913年（一说1911年），经日本驻芝罘领事馆许可，在青岛开设了日本人小学校，有学生38人，1914年因日德青岛战役停办。日本占领青岛后，西本愿寺获准开设、运营青岛幼稚园。
1932年，西本愿寺代表大内静狂从青岛市政府续租了无棣二路第十二号公地一段，租地期限30年，用以建设新寺院。1933年开工，1934年自胶州路旧址迁至新寺院。大内静狂为住持，布教人员有伯山政彦、佐野证诚等。西本愿寺1939年有400名檀家（供养寺院的固定信徒），在青岛日本佛教界影响力最大。1940年升格为西本愿寺青岛别院。西本愿寺在宗教活动外曾面向日本人开展公益活动，如经营家政学园、日本语学校等。此外，净土真宗西本愿寺派第22代当主大谷光瑞曾一度计划定居青岛。
由于日本佛教历来与政治关系紧密，日本佛教界也一度成为日本军国主义的支持者，通过“从军布教”、为日军及其傀儡政权武装举行“慰灵祭”等活动为日军侵华服务。西本愿寺曾于1939年4月举行“济南林部队周年慰灵祭”，祭祀阵亡于台儿庄战役的部分日军，1942年5月23日“举行祭中日殉国殉难英灵的仪式”等。
1945年8月日本投降后，日本侨民全部被遣返，西本愿寺地产物品经市政府责令，于1946年初由汉传佛教湛山寺接收，改名为护国寺。同年3月，青岛佛学会在此处开办私立成章小学（“成章”为前青岛市市长沈鸿烈表字），由湛山寺住持善波、居士张希周、闵光予等负责学校行政，最初招收学生300名，后因学生猛增，扩建校舍12间，学生增至500名。1949年，该校改名为私立崇文小学。1952年由青岛市人民政府接收为公立学校，改名青岛无棣四路小学至今。原西本愿寺寺院现已不存。

## 建筑
西本愿寺位于贮水山西南麓一处高出周围居民区约20米的山丘上，坐东朝西，占地面积约5300平方米，本堂面积约132坪（约合436.2平方米），旁设僧寮，客厅、饭堂、宿舍等设施俱全。青岛市档案馆所藏1946年2月26日《日方庙产教会调查表》称“该庙规模广大，除日本神社外为本市敌产各庙之冠”。
现该寺遗址仅余无棣四路小学周围依山而建的花岗岩挡土墙和校园花坛内一块1937年3月凿刻、刻有“南无阿弥陀佛”字样的石碑。